# Stephen Hill
Stephen Hill, Steve Hill (ur. 23 maja 1982) – nowozelandzki zapaśnik walczący w obu stylach. Zajął dwudzieste miejsce na mistrzostwach świata w 2009. Ósmy na igrzyskach Wspólnoty Narodów w 2010 i odpadł w pierwszej rundzie w 2014. Dziewięciokrotny medalista mistrzostw Oceanii w latach 2006 – 2016.